# Исикава Гоэмон
Исикава Гоэмон (яп. 石川 五右衛門, 1558 — 8 октября 1594 года) — легендарный японский герой-разбойник конца XVI века, кравший у богатых и раздававший награбленное бедным. Вместе со своим сыном был сварен заживо после неудачного покушения на жизнь Тоётоми Хидэёси.

## Биография
Исикава Гоэмон стал народным героем, а потому подтвержденных исторических фактов его биографии известно немного. По одной версии, он был уроженцем местечка Хамамацу в провинции Тотоми, а его настоящее имя было Санэгути Хатиро, по другой — сыном знаменитого «призрака» Момоти Сандаю и его лучшим учеником. Также предполагается, что он был сыном главы самурайской семьи, служивший дому Миёси. Однажды во время осады имения Миёси его семью убили самураи сёгуната Асикага. После нападения Исикава пытался скрыться вместе с няней, но это закончилось провалом, на них напали выследившие их разбойники. Выжившего мальчика нашёл Ода Нобунага и отправил его учиться у великого ниндзя Хаттори Хандзо.
Гоэмон грабил и убивал богачей и раздавал добычу голодающим. Оставался живым в страшных битвах, а однажды спрыгнул с самой высокой башни монастыря без вреда для себя. Он был прекрасным мастером ниндзюцу и, как утверждают легенды, запросто превращался в обыкновенную мышь. В своем искусстве быть невидимым уступал лишь одному человеку во всей Японии — полулегендарному «невидимке» Сарутоби Саскэ, с которым он как-то померился силами.
Столкнувшись с Сарутоби, Хирузеном тут же превратился в мышь. Тогда Саскэ обратился в кота. Гоэмон выпустил на Саскэ сноп огня, но ловкий ниндзя ответил на это фонтаном воды и погасил пламя. Тогда Гоэмон превратился в огненный шар и устремился в небо, но Саскэ ударил его боевым веером прямо в переносицу, после чего Гоэмон признал поражение и стал названным младшим братом Саскэ.
Существует несколько версий о казни Гоэмона:
- Гоэмон пытался убить Хидэёси, чтобы отомстить за смерть своей жены Отаки. Он прокрался в замок Фусими и вошел в комнату Хидэеси и сбил колокол со стола. Шум разбудил охранников, и Гоэмона схватили. Он был приговорен к смертной казни, будучи сваренным в железном котле вместе со своим сыном, но он смог спасти своего сына, удерживая его над головой.
- Гоэмон хотел убить Хидэёси, потому что он был деспотом. Когда он вошел в комнату Хидэеси, он был обнаружен курильницей. Он был казнен 8 октября вместе со всей его семьей.
- Гоэмон сначала пытался спасти своего сына от жары, удерживая его высоко над головой, но затем внезапно погрузил его глубоко на дно котла, чтобы убить его как можно быстрее. Затем он стоял с телом мальчика, держа его высоко в воздухе, пока в конце концов он не поддался боли и травмам и не опустился в котёл.

Даже сама дата его смерти неопределенна, так как некоторые записи говорят, что это произошло летом, в то время как другие говорят в октябре. Перед смертью Гоэмон написал известное прощальное стихотворение, сказав, что несмотря ни на что, всегда будут воры. Посвященная ему надгробная плита находится в храме Дайнин в Киото. Большая железная ванна в форме котла теперь в Японии называется в его честь «гоэмонбуро» (с яп. «ванна Гоэмона»).

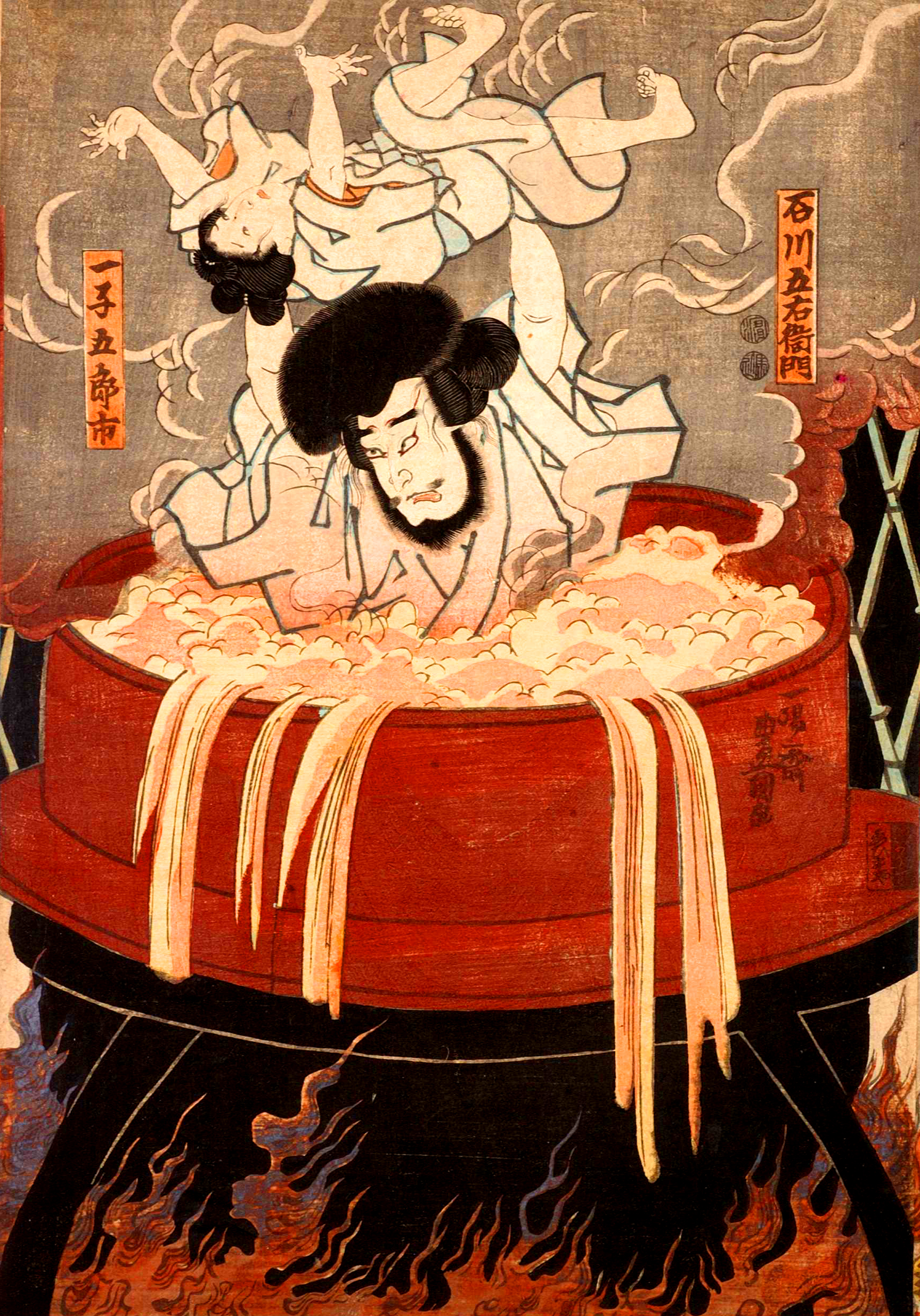
Смерть Гоэмона

## Театр кабуки
Исикава Гоэмон является предметом многих классических пьес кабуки. Единственное, что до сих пор в исполнении сегодня, это Кинмон Госан но Кири (Золотые ворота и герб Павловнии), пятиактная пьеса, написанная Намики Гохэй в 1778 году. Самым известным актом является «Санмон Госан но Кири» («храмовые ворота и герб Павловнии»), в котором Гоэмона впервые видят сидящим на вершине ворот Санмон в Нандзэн-дзи. Он курит крупногабаритную серебряную трубу под названием кисеру и восклицает: «весенний вид стоит тысячи золотых, или так говорят, но слишком мало, слишком мало. Глаза Гоэмона оценивают его в десять тысяч!». Гоэмон вскоре узнает, что его отец, человек по имени Со Сокэй, был убит Масибой Хисаёси (популярный псевдоним кабуки для Хидэёси), и он отправляется отомстить за смерть своего отца. Он также фигурирует в знаменитой сказке о сорок седьмом ронине, впервые поставленной в 1778 году. В 1992 году Гоэмон появился в серии японских почтовых марок кабуки